# Àcid farnesoic
L'àcid farnesoic o àcid farnesènic, i de nom sistemàtic àcid (2E,6E)-3,7,11-trimethildodecan-2,6,10-trienoic, és un àcid carboxílic de cadena lineal amb dotze àtoms de carboni, tres dobles enllaços entre els carboni 2-3, 6-7 i 10-11, i tres grups metil als carbonis 3, 7 i 11, la qual fórmula molecular és {\displaystyle {\ce {C15H24O2}}}.
És un àcid que no es troba lliure a la naturalesa, però que es pot obtenir mitjançant una oxidació del farnesol. Els seus èsters de metil i etil són molt actius en l'activitat de l'hormona juvenil.